# Episodi de La tata (quarta stagione)
La quarta stagione della serie televisiva La tata è andata in onda negli Stati Uniti d'America tra il 1996 e il 1997.
| nº | Titolo originale                     | Titolo italiano                         | Prima TV USA      | Prima TV Italia |
| -- | ------------------------------------ | --------------------------------------- | ----------------- | --------------- |
| 1  | The Tart With Heart                  | Ritratto di un ritrattore               | 18 settembre 1996 |                 |
| 2  | The Cradle Robbers                   | Un sinistro all'orecchio... sinistro    | 25 settembre 1996 |                 |
| 3  | The Bird's Nest                      | Tutti i nidi vengono al pettine         | 25 settembre 1996 |                 |
| 4  | The Rosie Show                       | Non c'è Rosie senza spine               | 9 ottobre 1996    |                 |
| 5  | Frieda Needa Man                     | Mambo fatale                            | 16 ottobre 1996   |                 |
| 6  | Me and Mrs Joan                      | Indovina chi viene a cena?              | 30 ottobre 1996   |                 |
| 7  | The Taxman Cometh                    | Su tasse e fedeltà mai la verità        | 6 novembre 1996   |                 |
| 8  | An Affair to Dismember               | La nave di mezzanotte                   | 13 novembre 1996  |                 |
| 9  | Tattoo                               | Tatuaggio osé                           | 20 novembre 1996  |                 |
| 10 | The Car Show                         | Quando la notte porta "coniglio"        | 11 dicembre 1996  |                 |
| 11 | Hurricane Fran                       | Tipica topica che capita ai Tropici     | 18 dicembre 1996  |                 |
| 12 | Danny's Dead and Who's Got the Will? | Nonna di picche, nonna di denari        | 8 gennaio 1997    |                 |
| 13 | Kissing Cousins                      | Marito vietato                          | 15 gennaio 1997   |                 |
| 14 | The Fifth Wheel                      | Cena con ruota di scorta                | 29 gennaio 1997   |                 |
| 15 | The Nose Knows                       | Illusi e offesi da astrusi malintesi    | 5 febbraio 1997   |                 |
| 16 | The Bank Robbery                     | Rapina per San Valentino                | 12 febbraio 1997  |                 |
| 17 | Samson, He Denied Her                | Fumetti e follia con Tata in giuria     | 19 febbraio 1997  |                 |
| 18 | The Facts of Lice                    | Serial killer in casa Sheffield         | 5 marzo 1997      |                 |
| 19 | Fran's Roots                         | I due fratelli neri                     | 12 marzo 1997     |                 |
| 20 | The Nanny & The Hunk Producer        | Tata e miliardario, scoop straordinario | 2 aprile 1997     |                 |
| 21 | The Passed-Over Story                | La cordialissima nemica                 | 9 aprile 1997     |                 |
| 22 | No Muse Is Good Muse                 | Quando la musa sbatte il muso           | 23 aprile 1997    |                 |
| 23 | You Bette Your Life                  | Una tata da 5000 dollari                | 30 aprile 1997    |                 |
| 24 | The Heather Biblow Story             | Febbre d'amore                          | 7 maggio 1997     |                 |
| 25 | The Boca Story                       | Amori e... barattoli                    | 14 maggio 1997    |                 |
| 26 | Fran's Gotta Have It                 | Terzo reparto, leggero infarto          | 21 maggio 1997    |                 |

## Ritratto di un ritrattore
- Titolo originale: The Tart with Heart
- Diretto da: Dorothy Lyman
- Scritto da: Frank Lombardi

### Trama
Tornati da Parigi illesi, Maxwell ritratta la dichiarazione d'amore fatta a Francesca, sostenendo che tutto è stato una reazione illogica alla paura di morire. La tata rimane delusa e indispettita e si scoraggia ancor più dopo che Grace sceglie C.C. per scrivere un tema su una donna di successo e la Babcock la accusa di essere una donna bella ma senza cervello.
Francesca si consola andando in un locale con Lalla, dove incontra il non vedente Jack e comincia ad uscirci. 
 Jack capisce subito che Francesca soffre per via del signor Sheffield e che esce con lui solo per dimostrare a se stessa di attirare gli uomini non solo per il suo aspetto esteriore. La breve relazione, quindi, si conclude. 
 Confidandosi con zia Assunta, Francesca capisce che Maxwell è ancora spaventato all'idea di rifarsi una vita per via dei suoi figli, del senso di colpa per la moglie morta e perché Francesca è una sua dipendente. La donna, così affronta il signor Sheffield e gli dice di capirlo. Maxwell ammette che al momento non è pronto ad iniziare una relazione perché teme che le cose non possano funzionare e le chiede di rimanere amici, non prima, però, di scambiarsi un lungo e appassionato bacio.

 Niles, invece, cerca in ogni modo di capire cosa sia successo a Parigi, ma ogni suo sforzo, almeno per il momento, risulta vano.
- Guest Star: Jason Alexander (Jack), Renée Taylor (zia Assunta), Rachel Chagall (Lalla), Joey Dente (macellaio Pauly)

## Un sinistro all'orecchio...sinistro
- Titolo originale: The Cradle Robbers
- Diretto da: Dorothy Lyman
- Scritto da: Nastaran Dibai e Jeffrey B.Hodes

### Trama
Il signor Sheffield, Francesca e Niles vedono Maggie baciare un ragazzo molto più grande di lei mentre sono al parco. Il signor Sheffield non vuole che la figlia frequenti un ragazzo di quell'età, ma Francesca lo convince a conoscerlo prima di giudicarlo. 
 Quando incontra John, il giovane presenta alla tata il suo amico Mike e Francesca se ne invaghisce subito. Tornate a casa, la tata fa capire a Maggie che è davvero troppo giovane per frequentare un ventiseienne, ma la ragazza ribatte dicendole che lei non è sua madre e che è troppo vecchia per uscire con un venticinquenne come Mike. Francesca capisce che col tempo Maggie si renderà conto che il ragazzo è troppo vecchio per lei, dagli interessi troppo contrastanti. Al secondo appuntamento, i fatti danno ragione alla tata. 
 Poco dopo Francesca capisce che usciva con Mike per sentirsi più giovane, ma di non voler creare un futuro con lui.
- Guest Star: Sean Kanan (Mike), Brian Bloom (John)

## Tutti i nidi vengono al pettine
- Titolo originale: The Bird's Nest
- Diretto da: Dorothy Lyman
- Scritto da: Robbie Schwartz e Jayne Hamil

### Trama
Brighton riceve un voto appena sufficiente in scienze e il signor Sheffield ne è molto deluso, tanto da promettergli di spedirlo in un campo militare se non rimedierà. Il giovane, impaurito, chiede così aiuto a Francesca che gli consiglia 
di osservare e filmare un nido di rondini in terrazza fino a che non si schiuderà. Il piano però fallisce perché Francesca dimentica di spegnere la lampada che dovrebbe scaldare il nido. Francesca, così, va a parlare con la professoressa, che scopre essere una delle donne con cui aveva litigato in un negozio d'abbigliamento per un pullover scontato. La professoressa, così, concede altro tempo a Brighton per preparare l'esame a patto che Francesca le lasci il maglioncino della disputa. Tornata a casa la tata scopre che Brighton ha trovato un buon tema per l'esame, ossia analizzare l'irritazione cutanea che Assunta ha a causa dell'ingerimento di un'aragosta radioattiva.

 Nel frattempo C.C. si trasferisce in casa Sheffield perché nel suo appartamento ci sono dei lavori in corso. Niles ne approfitta per tirarle i soliti scherzi, fingendo che il signor Sheffield cerchi con lei un'avventura amorosa. La Babcock, inizialmente, cade nelle trappole del maggiordomo ma, alla fine, si vendica con le stesse armi usate da lui.
- Guest Star: Nora Dunn (signora Richardson), Renée Taylor (zia Assunta), Jackie Tohn (Francine)

## Non c'è Rosie senza spine
- Titolo originale: The Rosie Show
- Diretto da: Dorothy Lyman
- Scritto da: Nastaran Dibai e Jeffrey B.Hodes

### Trama
Mentre assiste in platea al Rosie O'Donnel Show, in compagnia di Lalla e Grace, Francesca viene notata dalla O'Donnel grazie ad una sua esilarante battuta sull'allevamento dei figli. 
 Alla fine dello show la conduttrice invita Francesca in camerino e le offre la possibilità di curare una rubrica di puericultura nello show. Francesca accetta e Lalla, super emozionata, avvisa la famiglia e gli Sheffield della novità.

 La permanenza di Francesca nel programma la rende molto popolare, la donna comincia a frequentare gente famosa come Donald Trump e chiede a C.C. di diventare sua manager. Questi fatti mandano in crisi Maxwell, che escogita un modo per far tornare Francesca al suo vecchio lavoro, seppur non l'abbia comunque ancora lasciato definitivamente.
Grazie a zia Yetta e zia Assunta, che involontariamente gli danno un consiglio, Maxwell dice a Francesca di aver sognato uno spirito della famiglia Cacace che gli diceva che se Francesca avesse continuato ad essere una star sarebbe stata licenziata, sarebbe rimasta single e si sarebbe ritrovata a vivere con zia Assunta. Francesca sembra non dare peso al sogno, e il signor Sheffield sente di aver fallito ma, il giorno seguente, la donna gli dice di aver lasciato il lavoro. In realtà Francesca rivela a Niles di essere stata licenziata per aver avuto troppo successo e che al posto suo è stata assunta una coppia di coniugi di mezza età.
- Guest star: Rosie O'Donnell (sé stessa), Donald Trump (sé stesso), Hugh Grant (sé stesso), Renée Taylor (zia Assunta), Rachel Chagall (Lalla), Ann Morgan Guilbert (Yetta), Mort Drescher, Sylvia Drescher

## Mambo fatale
- Titolo originale: Frieda needa man
- Diretto da: Dorothy Lyman
- Scritto da: Frank Lombardi

### Trama
Zia Frida è sul lastrico, e anche il suo club è stato pignorato. Disperata, la donna chiede aiuto a Francesca con uno stratagemma, che la ospita. Quando Francesca scopre la verità tramite zia Assunta, la tata si chiede perché la zia non vada a vivere con il fidanzato Fred e Assunta le rivela che non lo fa perché non vuole far sapere all'uomo che non ha più denaro e perché non vuole che lui pensi che lei stia con lui solo per interesse, anche se è questa la vera motivazione della loro relazione. 
 Francesca entra di soppiatto al club esclusivo in cui Fred è iscritto e, fingendosi anche lei miliardaria, chiede all'uomo il motivo per il quale non ha chiesto Frida in moglie, Fred le rivela che non l'ha fatto perché teme che lei non lo sposerebbe, perché poco interessante. Per renderlo più affascinante, così, Francesca comincia a dare lezioni di ballo al miliardario. Durante una di queste lezioni, l'uomo si sente male e zia Frida lo trova disteso nel letto con Francesca sotto di lui.

 Dopo una lite tra Frida e la nipote, Fred rinviene e spiega la verità alla fidanzata, dopo di che la chiede in moglie. Il matrimonio, anche se a causa di un malinteso, viene celebrato in casa Sheffield. Prima di sposarsi Fred dice a Francesca di essersi innamorato di lei, ma la tata lo convince a sposare Frida ugualmente, anche se, successivamente, si sente un po' in colpa.
- Guest Star: Lainie Kazan (Frida), Donald O'Connor (Fred), Renée Taylor (zia Assunta), Ann Morgan Guilbert (Yetta), Marilyn Cooper (Nettie)

## Indovina chi viene a cena?
- Titolo originale: Me and Mrs.Joan
- Diretto da: Dorothy Lyman
- Scritto da: Peter Marc Jacboson

### Trama
Fuori da un museo il signor Sheffield e Francesca incontrano Robert, il padre di Maxwell. Tra padre e figlio non scorre buon sangue perché Maxwell non ha perdonato al padre il tradimento inferto alla madre. Nonostante questo, Francesca invita Robert a cena.

 Alla serata si presenta anche Joan, la segretaria con la quale Robert ha tradito la madre di Maxwell e con cui ora è sposato. 
 Francesca e Joan legano da subito, le due hanno molti aspetti in comune, come lo stile nel vestire, alcune idee e le origini basso-borghesi. Durante la cena, a cui partecipano anche Assunta e Yetta, è ben chiaro a tutti il legame nascosto e represso che lega Maxwell e Francesca. Il padre e il figlio non fanno altro che litigare, tant'è che la serata finisce prima che Niles abbia portato in tavola tutte le pietanze. 

 Il giorno successivo Joan va a trovare Francesca e le racconta come Robert ha ceduto al suo fascino. Francesca, così, utilizza le stesse armi usate anni prima dalla sua nuova complice, sperando di far capitolare il signor Sheffield. Il piano, che inizialmente ha un esito buonissimo, fallisce quando i due vengono interrotti da Niles, Robert e Joan e successivamente da zia Assunta che avvisa il padre di Maxwell di aver perduto tutti i suoi risparmi dopo che le azioni su cui Robert le aveva detto di investire, sono fallite. Robert reagisce con noncuranza alla notizia di Assunta e ciò manda su tutte le furie Maxwell, che così, si tira indietro anche con Francesca. Ciò nonostante Joan rincuora la tata, dicendole che anche per lei è stata dura conquistare Robert, ma che alla fine ce l'ha fatta, e lo stesso capiterà anche a lei con Maxwell.
- Guest Star: Joan Collins (Joan), Robert Vaughn (Robert Sheffield), Renée Taylor (zia Assunta), Ann Morgan Guilbert (Yetta)

## Su tasse e fedeltà mai la verità
- Titolo originale: The Taxman Cometh
- Diretto da: Dorothy Lyman
- Scritto da: Dan e Jay Amernick

### Trama
Francesca deve badare al cane di Jay Leno, che chiede questa cortesia a Maxwell e C.C. ma, per una disattenzione, la cagnolina rimane incinta di Castagna, il cane di C.C..

 Nel frattempo a Francesca arriva una lettera degli ispettori delle tasse: avrà a breve un'ispezione per alcune irregolarità riscontrate nel suo conto. Francesca è molto preoccupata per questo evento, perché sa di aver mentito sui suoi averi e chiede aiuto a Brighton, che è il suo commercialista e al signor Sheffield. Francesca cerca anche di sedurre l'ispettore delle tasse ma con poco successo. L'uomo, infatti, infligge una multa di 5000 dollari a Francesca. Il signor Sheffield la convince a ricorrere in appello. Giunti in udienza, Maxwell e Jay Leno risolvono la situazione, corrompendo l'ufficiale che si occupa dell'appello, promettendogli di farlo entrare nello show di Leno come imitatore.
- Guest Star: Jay Leno (sé stesso), Rich Little (ufficiale che si occupa dell'appello), Monty Hall (sé stesso), Renée Taylor (zia Assunta), Ann Morgan Guilbert (Yetta), Dana Gould (ispettore delle tasse)

## La nave di mezzanotte
- Titolo originale: An Affair to Disemember
- Diretto da: Dorothy Lyman
- Scritto da: Diane Wilk

### Trama
Il fratello di Maxwell, Nigel, è in città. Maxwell, però, non si dedica a lui perché occupato con i provini per il suo nuovo spettacolo teatrale. Francesca, così, si offre di accompagnare l'uomo a visitare la città. La vicinanza tra i due diviene molto stretta, tanto che Nigel si innamora della tata e le chiede di sposarlo e di partire con lui per una crociera.

 Francesca è molto combattuta perché innamorata del signor Sheffield e perché vorrebbe costruire con lui un futuro. La tata si sfoga sia con l'amica Lalla che con zia Assunta, ma sarà Maxwell, che le dice di uscire con Nigel e di non aspettarlo perché dovrà lavorare, a convincere Francesca a partire con l'altro Sheffield.

 La sera della partenza Francesca lascia al signor Sheffield una lettera d'addio e parte per recarsi al porto. Il viaggio per portarla lì però si fa insidioso perché la donna fatica a trovare un taxi e la metropolitana sembra irraggiungibile perché troppo affollata. A causa di questi inconvenienti Francesca perde la nave e ritorna a casa Sheffield pochi minuti prima del ritorno di Maxwell. Francesca riesce a far sparire la lettera d'addio prima che Maxwell la legga e lui la accudisce dato che durante la corsa per raggiungere la nave si era distorta una caviglia.
- Guest Star: Renée Taylor (zia Assunta), Rachel Chagall (Lalla), Harry Van Gorkum (Nigel Sheffield)

## Tatuaggio osé
- Titolo originale: Tattoo
- Diretto da: Dorothy Lyman
- Scritto da: Caryn Lucas

### Trama
Maggie chiede a Francesca di intercedere col padre per avere il permesso di farsi un tatuaggio ma Francesca glielo nega perché anche lei in gioventù si è fatta un tatuaggio e se n'è pentita amaramente. 
Saputo ciò, tutti, compresa zia Assunta, vogliono sapere come e dov'è il tattoo. Francesca che sembra restia a rivelarlo, si reca da un chirurgo plastico per rimuoverlo e qui si intuisce che il tatuaggio è un grosso pene sul fondo schiena.

 Il signor Sheffield, che viene a sapere tramite Niles del tatuaggio, vorrebbe trovare un modo per vederlo, e Francesca, lusingata, organizza una vacanza al mare con tutta la famiglia per far vedere all'uomo il tanto chiacchierato tattoo.
In vacanza, mentre è vicina a mostrare la raffigurazione a Maxwell, Francesca si tira indietro dopo che Grace le dice che ha paura dei cambiamenti, perché le cose nuove potrebbero far finire quelle vecchie e peggiorarle. Francesca, che si convince che Grace stia parlando della sua relazione con Maxwell, si tira indietro, non mostra il tattoo al suo datore di lavoro e una volta tornata a New York, se lo fa rimuovere.
- Guest Star: Renée Taylor (zia Assunta), Rachel Chagall (Lalla), John Astin (chirurgo plastico), Sally Kirkland (tatuatrice)

## Quando la notte porta "coniglio"
- Titolo originale: The Car Show
- Diretto da: Dorothy Lyman
- Scritto da: Robbie Schwartz

### Trama
Maggie chiede a Francesca di intercedere con il padre per chiedergli il permesso di poter partecipare ad un concorso di modella per una gara per vincere un'automobile. Francesca decide di partecipare a sua volta, perché la ragazza fatica a guidare con il cambio manuale. 
 Mentre è in auto con il signor Sheffield, però, distratta da una telefonata tra Sheffield e C.C. che parlano del suo grande mito Barbra Streisand, Francesca investe un coniglio. Per la tata è un grande shock, ma decide di partecipare ugualmente alla gara.

 Il giorno del concorso, però, la donna si ritira perché in un'auto vi è un portachiavi con attaccata una piccola coda di coniglio. 
Il signor Sheffield, per far passare la paura di guidare alla tata, finge un malore mentre, con lei e C.C., si stavano recando ad una serata con ospite d'onore la Streisand. Il finto malassere costringe Francesca a prendere il controllo dell'auto.
Quando viene a sapere del gesto del signor Sheffield, Francesca ne è molto colpita e tra i due vi è un affettuoso abbraccio.
- Guest Star: Rosylin Kind (sé stessa), Tara Holland (Miss Motori dell'anno precedente)

## Tipica topica che capita ai Tropici
- Titolo originale: Hurricane Fran[1]
- Diretto da: Dorothy Lyman
- Scritto da: Rick Shaw

### Trama
Il Natale è vicino e Francesca decide di non passare il Natale con gli Sheffield, ma di partire per i Tropici con Lalla. Il signor Sheffield mal digerisce questa scelta, e cerca di convincere la tata a partire con la famiglia per la Grecia, ricordando molti eventi vissuti insieme. Francesca non accetta e parte con Lalla.
Giunta in vacanza, Francesca e Lalla sono vittime di un violento uragano. Tutti sono molto preoccupati per la sorte di Francesca, soprattutto zia Assunta. Terminato l'uragano Francesca rientra a casa e, nello stesso momento, lei e Maxwell rivelano di essersi mancanti e di voler passare insieme le vacanze. 
- Guest Star: Renée Taylor (zia Assunta), Rachel Chagall (Lalla), Les Brandt (Rico)

## Nonna di picche, nonna di denari
- Titolo originale: Danny's Dead and Who's Got to the Will?
- Diretto da: Dorothy Lyman
- Scritto da: Jayne Hamil

### Trama
L'ex fidanzato di Francesca, Danny, muore per un'infezione ai peli della schiena. Francesca va al suo funerale e qui incontra la bellissima moglie Heather e Harvey, un gay vedovo di mezza età. L'uomo racconta a Francesca che da quando è rimasto vedovo si presenta a tutti i funerali e che ha ereditato una fortuna dopo la morte del compagno. Francesca è molto colpita dalle confidenze di Harvey e capisce che persino lui ha avuto di più dall'uomo che ama. Tornata dal funerale, Francesca litiga furiosamente con il signor Sheffield, che in quei giorni ospita la nonna e spera di fare con lei bella figura perché vuole diventare suo erede. Il fare bella figura comprende nascondere all'anziana donna la vicinanza tra lui e la tata. Dopo la litigata, per rimediare, Maxwell rivela a Francesca che nel suo testamento ha rivelato l'amore che prova per lei. Francesca, per esserne certa si fa raccontare le parole esatte e così il signor Sheffield le fa una vera e propria dichiarazione d'amore.
- Guest Star: Pamela Anderson (Heather Biblow), Renée Taylor (zia Assunta), Rachel Chagall (Lalla), Ann Morgan Guilbert (Yetta), Todd Graff (Harvey), Myra Carter (nonna Eloise)

## Marito vietato
- Titolo originale: Kissing Cousins
- Diretto da: Dorothy Lyman
- Scritto da: Caryn Lucas

### Trama
Francesca e Lalla vanno in una locale per single, dove incontrano anche C.C., e qui Francesca conosce Bobby. Tra i due nasce una storia, che sembra promettere bene, Bobby è un medico scapolo molto affascinante. Recatasi al matrimonio di una cugina, però, Bobby e Francesca scoprono di essere cugini e la coppia è costretta a lasciarsi. Il signor Sheffield, che vuole consolare l'abbattuta Francesca, le paga delle sedute da un terapeuta. Qui la donna si rende conto di essere ossessionata dal matrimonio. Ciò nonostante Francesca continua a frequentare i locali per single, anche se fa credere a Maxwell di voler rimanere da sola e di non dare nessuna importanza agli uomini, né al suo aspetto fisico.
Lalla, intanto, tenta invano di convincere C.C. ad uscire con lei per andare in cerca di uomini single.
- Guest Star: Renée Taylor (zia Assunta), Rachel Chagall (Lalla), Jon Stewart (Bobby), Spalding Gray (dott. Jack Miller)

## Cena con ruota di scorta
- Titolo originale: The Fifth Wheel
- Diretto da: Dorothy Lyman
- Scritto da: Frank Lombardi

### Trama
Il dottor Miller consiglia a Francesca di non pensare agli uomini e al matrimonio per qualche tempo; la donna, con il disappunto di Assunta, prende in parola il suo terapeuta e convince Lalla e C.C. a fare lo stesso. Mentre le tre sono in un locale, però, Lalla conosce un uomo. Poco dopo anche la signorina Babcock comincia a frequentare un importante uomo d'affari conosciuto per lavoro. Francesca, così, è costretta ad uscire con le due coppie. L'uscita si rivela un disastro per la donna, che è costretta a fare da terzo incomodo per tutta la serata. Ad attenderla, a casa, ci sono Niles, che sente molto la mancanza delle sue schermaglie con la Babcock, Maxwell e Brighton, che sta battendo tutti a carte. Tornata a casa Francesca si fa consolare dal signor Sheffield, giocando con lui ad un solitario con le carte.
- Guest Star: Renée Taylor (zia Assunta), Rachel Chagall (Lalla), Spalding Gray (dott. Jack Miller), Gordon Thomson (Chandler), Joel Murray (ragazzo di Lalla)

## Illusi e offesi da astrusi malintesi
- Titolo originale: The Nose Knows
- Diretto da: Dorothy Lyman
- Scritto da: Rick Shaw e Suzanne Gangurski

### Trama
Il signor Sheffield rientra a casa con una donna e, anche se non con molta decisione, la bacia. Francesca li scopre e fa loro una scenata.
Il giorno seguente parla con il dottor Miller della cosa e lui le spiega che non deve considerare il signor Sheffield suo marito perché lui in realtà è un uomo libero e non ha con lei nessun vincolo. Francesca decide di seguire il consiglio del suo analista. 

La sera successiva, mentre è al cinema con Lalla e zia Yetta, Francesca vede il dottor Miller mentre si mette le dita nel naso. Per la tata è uno shock e decide di non andare più in cura da lui. Zia Assunta, che viene a sapere tutto, rivela al signor Sheffield la cosa, anche se Francesca non era d'accordo, dicendogli che il dottore ha messo le dita dove non doveva. Il signor Sheffield, ovviamente, fraintende e ne parla con Francesca, rimanendo sempre più sconvolto.

 Il giorno seguente Francesca si reca dall'analista per chiarire il fatto. Il dottore cerca di far capire alla sua cliente che il gesto è umano e che vi è rimasta così male perché, come ha fatto con il signor Sheffield, l'ha idealizzato. Uscita dallo studio Francesca spiega subito la cosa al signor Sheffield, che sempre fraintendendo tutto, affronta il terapeuta, facendo così una figuraccia.
Nel frattempo C.C. viene lasciata da Chandler, e, per consolarsi, esce con Niles. I due ballano romanticamente in casa Sheffield, appianando, per un attimo, le loro divergenze.
- Guest Star: Renée Taylor (zia Assunta), Rachel Chagall (Lalla), Ann Morgan Guilbert (Yetta), Spalding Gray (dott. Jack Miller), Brenda Epperson (Danielle)

## Rapina per San Valentino
- Titolo originale: The Bank Robbery
- Diretto da: Dorothy Lyman
- Scritto da: Jayne Hamil

### Trama
San Valentino è arrivato e Maxwell recapita un biglietto scherzoso a Francesca, che la offende terribilmente e che li fa litigare per l'ennesima volta. Successivamente la Cacace si fa accompagnare da Assunta e da Lalla in banca. Mentre l'amica le aspetta in auto, Francesca e la zia sono vittime di una rapina. Il malvivente le prende come ostaggio insieme ad una decina di altre persone. Francesca stringe amicizia con il rapinatore, i due si raccontano le loro vite e la donna si arrabbia ancora di più con il signor Sheffield. Quest'ultimo, nel frattempo, viene informato da Yetta e da Grace di ciò che è accaduto alla tata e si reca all'esterno della banca perché vuole rivedere presto Francesca per scusarsi del biglietto. Il malvivente mette fine alla rapina e porta Francesca e Assunta come ostaggi fuori dalla banca, vedendola Maxwell le chiede subito scusa, Leslie, il rapinatore, la lascia libera, di modo che Francesca possa da subito riabbracciare Maxwell.
Assunta, intanto, viene rapita dal malvivente che tenta di arrivare all'aeroporto ma la donna chiede una sosta in una paninoteca. Qui il malvivente viene catturato e Assunta può gustarsi un panino, che però la delude molto.
- Guest Star: Renée Taylor (zia Assunta), Rachel Chagall (Lalla), Ann Morgan Guilbert (Yetta), Peter Scolari (Leslie Tilbert), Al Rodrigo (ostaggio #1), Louise Middleton (ostaggio #2)

## Fumetti e follia con Tata in giuria
- Titolo originale: Samson, He Denied Her
- Diretto da: Dorothy Lyman
- Scritto da: Flo Cameron

### Trama
Francesca e Maxwell litigano per l'ennesima volta a causa "della cosa", ossia il fatto che Sheffield ha ritrattato di amare la tata. Francesca dice di aver finto di aver capito le ragioni nel ritrattamento. 
 In seguito, la tata e C.C. vengono chiamate a far parte di una giuria per un processo che vede imputata la governante di un attore di fotoromanzi: pare che la donna abbia tagliato tutti i capelli del suo capo quando l'uomo ha negato di averle detto di amarla. Il processo coinvolge molto Francesca, che si rispecchia profondamente nella governante e cerca di farla passare per innocente; ma, in sede di giudizio, gli altri giurati la convincono che è colpevole e che l'attore aveva ritrattato il suo amore non perché non l'amasse davvero ma perché impaurito dall'effetto che la loro relazione, se terminata, avrebbe potuto avere sui suoi figli, dato che la governante era ormai una sostituta della madre morta per loro. Francesca, così, torna a casa e rivela a Sheffield di aver veramente compreso i motivi del suo ritrattamento, ma, quando viene a sapere che dopo la condanna della governante l'attore l'ha chiesta in sposa e ha ritirato la denuncia, Francesca si arrabbia di nuovo.

 Durante il processo il posto di Francesca è stato preso da zia Assunta, che ha costretto tutti gli Sheffield ad un digiuno forzato perché lei mangiava ogni cosa che Niles preparava per loro.
- Guest Star: Renée Taylor (zia Assunta), Ann Morgan Guilbert (Yetta), Robert Urich (giudice Jerry Moran), Robert Costanzo (quarto giurato), Luigi Amodeo (attore Vincenzo/Bernie), Laura Kightlinger (Kiki Hanson), Jane Cecil (quinta giurata), Dee Dee Rescher (Baliff)

## Serial killer in casa Sheffield
- Titolo originale: The Facts of Lice
- Diretto da: Dorothy Lyman
- Scritto da: Nastaran Dibai e Jeffrey B. Hodes

### Trama
I ragazzi di casa Sheffield hanno tutti i pidocchi e Niles è super occupato a cercare il trattamento migliore per non creare un'infestazione in casa. Anche Francesca li prende, ma il signor Sheffield no e la tata lo accusa di passare troppo poco tempo con i suoi figli. 
 Mentre sta sistemando della biancheria, Francesca trova degli appunti di Niles, in cui vi sono degli scritti di morte e omicidi. La tata, così, si convince che l'uomo sia un serial killer e convince Lalla ad indagare con lei. Le due si recano, per la prima volta, in camera di Niles e le prove sembrano ormai schiaccianti in quanto il maggiordomo riceve anche una telefonata da un obitorio che gli dà risposte riguardanti il post mortem.

 Ormai convintasi della cosa, Francesca si confida anche con C.C., che però non le crede. Nel frattempo, colpito dalle lamentele della tata, il signor Sheffield decide di uscire con i figli durante una sera di pioggia, Francesca rimarrà così sola con Niles. La donna è molto spaventata dall'evenienza, che comunque non riesce ad evitare. Rimasti soli, Niles rivela a Francesca di aver capito che lei conosce il suo segreto e lei, spaventata, comincia a correre e urlare per tutta la casa, ma, raggiunta da uno stupefatto Niles, la donna è costretta a ricredersi perché il segreto del maggiordomo non era altro quello di aver scritto una commedia con omicidio. L'equivoco viene quindi risolto, poco prima del ritorno di Maxwell, impestato di pidocchi.
- Guest Star: Rachel Chagall (Lalla), Ann Morgan Guilbert (Yetta)

## I due fratelli neri
- Titolo originale: Fran's Roots
- Diretto da: Dorothy Lyman
- Scritto da: Caryn Lucas

### Trama
Francesca riceve una telefonata da una donna americana originaria di Frosinone che la informa che alla sua nascita vi è stato uno scambio di culle e che lei potrebbe essere sua figlia. Francesca, un po' allarmata e un po' incuriosita ne parla subito con zia Assunta, che ritiene impossibile il fatto. Nonostante il parere contrario della zia, Francesca incontra comunque la sua presunta madre, che è una donna di colore, anche se lei si descrive come molto incipriata per assomigliare di più al suo nuovo marito, benestante e longilinea. Francesca si reca anche a casa della signora e conosce anche i suoi due figli, Matt e David. La visita alla famiglia viene però interrotta da Assunta, che accusa la nipote di tradimento. Pochi minuti dopo, la padrona di casa, Lila, riceve una telefonata da Frosinone, in cui le viene detto che Francesca non può essere sua figlia. Per Assunta è una gran delusione perché aveva già cominciato ad ambientarsi in quella lussuosa casa. 
- Guest Star: Renée Taylor (zia Assunta), Telma Hopkins (Lila Baker), Jamie Renée Smith (Francesca da giovane), Benjamin Brown (Matt Baker), Donald Willis (David Baker), Sarah Alexis Weiss (Nadine)[2]

## Tata e miliardario, scoop straordinario
- Titolo originale:  The Nanny & the Hunk Producer
- Diretto da: Dorothy Lyman
- Scritto da: Frank Lombardi

### Trama
Maxwell e C.C. vengono candidati per diversi Tony Award. Tutta la famiglia ne è molto eccitata, anche se zia Assunta sembra riportare tutti sulla via del possibile fallimento. 

Maxwell e C.C. vincono comunque il premio e la stampa organizza una conferenza stampa in casa Sheffield, alla quale partecipa anche una sgargiante Francesca. Il giorno successivo, in uno dei giornali esce un articolo che fa credere che tra il signor Sheffield e la tata vi sia una relazione da molti anni. Ciò manda su tutte le furie Maggie, che si sfoga anche con il dr. Miller. Francesca, incitata dal signor Sheffield, fa capire a Maggie che l'articolo è tutto un accumulo di falsità e, in seguito, lei e Maxwell si recano alla redazione del giornale per chiedere una rettifica. Giunti lì, però, i due vengono a sapere che lo scoop è stato un fiasco e che il giornale ha venduto pochissime copie. I due, per non dar ragione al giornalista che si è occupato della loro notizia che pensa che loro siano due persone comuni, si danno un bacio mozzafiato davanti a lui, ma, il giornalista, nonostante questo, li lascia soli nell'ufficio e se ne va spegnendo la luce.

 Nel frattempo Niles è un po' desolato per i successi del suo principale, dato che lui resta esclusivamente un maggiordomo. L'uomo si reca anche dal dr Miller e i due decidono di divedere per due la parcella delle sue sedute, dato che, come per Francesca, sarà Maxwell a pagare.
- Guest Star: Renée Taylor (zia Assunta), Spalding Gray (dott. Jack Miller), Michael Brandon (Stan)

## La cordialissima nemica
- Titolo originale: The Passed-Over Story
- Diretto da: Dorothy Lyman
- Scritto da: Rick Shaw

### Trama
Morgan Faulkner, una ex collega di Francesca ai tempi in cui lavorava con Danny, viene ingaggiata come protagonista nel nuovo spettacolo teatrale di Maxwell. Francesca è molto invidiosa della donna, specie dopo che ingaggia Maggie come sua assistente per consolarla del fatto di non essere entrata in due università. Il signor Sheffield inizialmente è entusiasta del nuovo lavoro della figlia, ma quando la giovane lo informa che seguirà Morgan in Europa, Maxwell decide di affrontare l'attrice. C.C., però, glielo sconsiglia perché teme che la donna possa estinguere il contratto e così è Francesca a farsi avanti. 
 Parlando con Morgan e Maggie, Francesca decide di lasciar libera Maggie di decidere del suo futuro. Quando informa Sheffield di questo, l'uomo va su tutte le furie. Poco dopo però, mentre si festeggia il compleanno di zia Assunta, Maggie informa tutti di essersi licenziata perché desiderosa di andare all'università e proseguire in seguito la sua carriera lavorativa.
- Guest Star: Renée Taylor (zia Assunta), Jane Sibbett (Morgan Faulkner)

## Quando la musa sbatte il muso
- Titolo originale: No Muse is Good Muse
- Diretto da: Dorothy Lyman
- Scritto da: Jayne Hamil

### Trama
Maggie va pazza per le canzoni di Tasha, una cantante punk che tratta temi di disagio sociale. Francesca si convince di poter essere la futura autrice del nuovo brano della cantante, e decide di incontrarla. Insieme a Lalla si reca agli studi dove la cantante sta registrando il suo nuovo album, ma sbaglia studio e si reca in quello dell'attrice Jayne Meadows. Le due, travestite da cameriera, irrompono nell'albergo di Tasha. Qui le due fanno amicizia con la cantante, che sembra essere in crisi d'ispirazione e chiede quindi a Francesca di poter sentire il brano che avrebbe scritto per lei. Le due si recano quindi a casa Sheffield, Tasha convince Francesca che lei è la sua nuova musa ma, non appena sente che il brano parla d'amore, smorza tutti gli entusiasmi della tata. Francesca le parla così della sua vita di trentenne single e senza prospettive e così Tasha si convince nuovamente ad utilizzarla come musa, ma, quando conosce meglio Lalla, la preferisce a Francesca. 
 Nel frattempo Niles sta prendendo lezioni da alcune audio casette su come conquistare le donne, ma il corso viene bruscamente interrotto perché Francesca, per errore, ci ha inciso sopra il pezzo che doveva essere per Tasha.
- Guest Star: Jayne Meadows (sé stessa), Rachel Chagall (Lalla), Ivana Miličević (Tasha), Lois Chiles (Elaine)

## Una tata da 5000 dollari
- Titolo originale: You Bette Your Life
- Diretto da: Dorothy Lyman
- Scritto da: Frank Lombardi

### Trama
Ad un'asta di beneficenza con madrina Bette Midler, Francesca mette all'asta i suoi servigi da tata per un'intera giornata. Ad aggiudicarseli, per 5000 dollari, sarà il piccolo Keith, figlio di Tom Rosenstein, il nuovo pubblicitario della commedia di Maxwell. Il piccolo è un bravo pianista e Francesca lo accompagna all'ospizio di Yetta, dove intende deliziare gli ospiti con la musica del bambino. Mentre il bimbo suona, però, un vecchietto ha un infarto e muore. Per Keith è un grande trauma, che blocca la sua capacità di pianista. Quando Tom lo viene a sapere ritira il denaro investito con Maxwell, che, come al solito, se la prende con Francesca. 
 Grazie a Grace, però, che fa innamorare Keith, il piccolo ritrova la sua passione per la musica e tutto si sistema. 
 C.C., all'asta, si aggiudica per 37 dollari i servigi di Niles per un'intera giornata e, al settimo cielo, gli fa indossare vestiti, sistemare e lavare ogni cosa, anche quella che non possiede.
- Guest Star: Bette Midler (sé stessa), Renée Taylor (zia Assunta), Ann Morgan Guilbert (Yetta), Rachel Chagall (Lalla), Ed Begley Jr. (Tom Rosenstein), Danny Dayton (Keith Rosenstien)

## Febbre d'amore
- Titolo originale: The Heather Biblow Story
- Diretto da: Dorothy Lyman
- Scritto da: Ivan Menchell

### Trama
Heather Biblow, la vedova di Danny, l'ex di Francesca, viene ingaggiata come nuova guest star della soap Febbre d'amore. Per Francesca è un grande shock, specie dopo che la donna invita lei e l'amica Lalla a visitare la sua villa e il set della soap a Hollywood. 
 Giunte nella terra del cinema, le due donne sono ospiti di Heather. Francesca si accorge da subito che la Biblow è in grande difficoltà perché non in grado di imparare le più semplici battute. Mentre Francesca l'aiuta con delle battute e in seguito all'ennesima lite con un componente del cast, Heather viene licenziata e, al suo posto, viene ingaggiata Francesca. 
 Quando gli Sheffield vengono a sapere che Francesca si trasferirà a Hollywood e lascerà l'impiego di tata tutti si disperano, ad eccezione di C.C. che ne è entusiasta. 
 Per far tornare a casa la tata, Niles propone un piano al signor Sheffield: ingaggiare la focosa e bellissima Heather come tata al posto di Francesca. La Biblow accetta da subito il nuovo impiego. Per Francesca è un duro colpo, tanto da non riuscire a concentrarsi nel suo nuovo lavoro di attrice ed essere per questo licenziata. All'aeroporto Francesca incontra il signor Sheffield, che la stava andando a prendere a Hollywood perché sentiva troppo la sua mancanza. Rientrata a casa, tutti la accolgono con entusiasmo, soprattutto C.C. che sentiva molto più minacciosa la presenza della Biblow che quella di Francesca; Brighton, invece, sembra disperato per il licenziamento di Heather.
- Guest Star: Ann Morgan Guilbert (Yetta), Rachel Chagall (Lalla), Pamela Anderson (Heather Biblow), Hunter Tylo (sé stessa), Richard Kline (sé stesso), Jeanne Cooper (sé stessa), Shemar Moore (sé stesso), Joshua Morrow (sé stesso), Melody Thomas Scott (sé stessa), Barbara Crampton (sé stesso), Leslie Moonves (sé stesso), Peter Bergman (sé stesso), Dorothy Lyman (regista di Febbre d'amore)

## Amori e... barattoli
- Titolo originale: The Boca Story
- Diretto da: Dorothy Lyman
- Scritto da: Caryn Lucas

### Trama
Assunta ha vinto un concorso ma, per ritirare il premio, deve trasferirsi a Boca, in Florida. La donna si fa accompagnare da Francesca e Yetta per capirne di più e, giunta lì, decide di acquistare una casa a Boca. 
 Per Francesca il trasferimento della zia è un duro colpo, che la fa sentire sola. La tata si sfoga prima con il signor Sheffield e, in seguito, anche con il dottor Miller, che le consiglia di lasciare andare sua zia e staccare il cordone ombelicale. 
 Francesca capisce così di tenere molto alla zia, tanto da considerla quasi indispensabile per la sua vita, e ne parla anche con Lalla. Per distrarla da questa sua tristezza, il signor Sheffield offre a Francesca e agli Sheffield di fare una vacanza al mare dato che si deve recare in Florida come giurato a un concorso di bellezza. La famiglia così parte e, durante il viaggio si avvicinano a Boca. Il signor Sheffield offre così la possibilità a Francesca di vedere la casa della zia, ma, giunti nel luogo dove dovrebbe trovarsi la cosa, trovano solo una palude. Zia Assunta è stata quindi raggirata, e rimane così a New York. Ciò manda ancora più in crisi Francesca, che si mangia l'ennesimo gelato in barattolo.
- Guest Star: Renée Taylor (zia Assunta), Ann Morgan Guilbert (Yetta), Rachel Chagall (Lalla), Spalding Gray (dott. Jack Miller), Alicia Machado (Miss Universo), Brook Lee (sé stessa, Miss Hawaii)

## Terzo reparto, leggero infarto
- Titolo originale: Fran's Gotta Have it[3]
- Diretto da: Dorothy Lyman
- Scritto da: Diane Wilk

### Trama
Il signor Sheffield è in partenza per Londra, dove incontrerà Céline Dion, per ingaggiarla ad alcune serate a Broadway, prodotte da lui. Saputo ciò, Francesca si lascia convincere da Lalla a seguirlo per conquistarlo definitivamente, come accaduto a Parigi l'anno precedente. 
 Giunti a Londra, i due visitano romanticamente la città insieme e si lasciano andare a qualche effusione, che però vengono smorzate da Maxwell, che ancora non si sente pronto a cominciare una relazione con Francesca. 
 Poco dopo i due vengono informati che a New York Niles ha avuto un infarto ed è stato ricoverato, Francesca e Maxwell si precipitano a casa. 
 Arrivati all'ospedale, trovano Niles incosciente. C.C., profondamente sofferente per l'accaduto, spiega come avvenuto il malore. Nei giorni successivi, mentre sono al capezzale del maggiordomo, Francesca e Maxwell si rendono conto che la vita è breve e le occasioni non vanno sprecate, e si lasciano così andare alla passione.
- Guest Star: Céline Dion (sé stessa), Rachel Chagall (Lalla), Darryl Hickman (dottore di Niles)